# Diga di Monte Su Rei
La diga di Monte Su Rei è uno sbarramento artificiale situato nell'omonima località, nei territori di Orroli e Siurgus Donigala, città metropolitana di Cagliari.
L'opera è stata realizzata tra il 1951 e il 1958 su progetto esecutivo redatto dall'ingegnere Filippo Arredi; venne collaudata il  13 luglio 2007. 

La diga è di tipo muraria a volta ad arco-gravità; interrompendo il corso del rio Mulargia dà origine al lago Mulargia. Comprese le fondamenta ha un'altezza di 99 metri e sviluppa un coronamento di 272 metri a 260 metri sul livello del mare. 
 
Alla quota di massimo invaso, prevista a quota 259 il bacino generato dalla diga ha una superficie dello specchio liquido di circa 12,45 chilometri quadrati, mentre il suo volume totale è calcolato in 347 milioni di metri cubi. La superficie del bacino imbrifero direttamente sotteso è di circa 172 chilometri quadrati.
L'impianto, di proprietà della Regione Sardegna, fa parte del sistema idrico multisettoriale regionale ed è gestito dall'Ente acque della Sardegna.